# Wild Type Droid
Wild Type Droid è il sesto album in studio del gruppo musicale statunitense Failure, pubblicato il 3 dicembre 2021 dalla Failure Records.

## Registrazione
La prima fase di produzione del disco ha visto il trio riunirsi ai Third Encore Studios nell'agosto 2020, momento dove sono state organizzate delle jam session registrate della durata di sei ore per circa tre settimane, per un totale di cinquanta ore di registrato. Successivamente, il frontman Ken Andrews si è trovato ad analizzare quanto registrato, riducendolo inizialmente a trentasei ore eliminando silenzi e pause, per poi raccogliere il materiale musicalmente più interessante, per una durata totale di tre ore. Descrivendo questo processo, il frontman Ken Andrews ha dichiarato:
In una seconda fase, all'inizio del 2021 Andrews ha invitato Greg Edwards presso i Red Swan Studios di sua proprietà, con l'obiettivo di realizzare dei brani a partire da quanto emerso dalle sessioni di agosto. Infine, il gruppo si è recato presso lo Studio 606 di proprietà dei Foo Fighters per registrare le parti di batteria mancanti di Kellii Scott.
In totale, circa il sessanta percento del contenuto musicale di Wild Type Droid è stato concepito a partire da idee sviluppate dal trio durante le jam session. Inoltre, alcuni brani come la seconda traccia Headstand vedono nelle loro versioni definitive le registrazioni originali risalenti al 2020.

## Stile musicale e tematiche
Gli insoliti quaranta minuti di durata (i quattro album precedenti hanno sempre superato i sessanta minuti) di Wild Type Droid sono dovuti all'abbandono del sistema dei Segue che ha sempre legato le produzioni dei Failure a partire da Fantastic Planet, fattore che segna, a detta di Andrews, «il momento di abbandonare una volta per tutte l'iconografia e le tematiche spaziali, a favore di un ritorno sulla terra»; quest'ultimo aspetto viene ripreso in pieno dalla copertina scelta per l'album, l'opera NFT Innerspace di Beeple.
I testi, scritti per la maggior parte da Edwards, affrontano tematiche relative alla natura dell'essere umano e presentano riferimenti politici e alla pandemia di COVID-19. A livello di sonorità, invece, il disco si avvale dell'impiego di chitarra baritona e Fender Bass VI, strumentazione ispirata dalla produzione dei Cure.

## Promozione
L'album è stato annunciato il 12 novembre 2021 insieme al singolo apripista Headstand, seguito il giorno 20 da il relativo video musicale. Il giorno 23 è stata la volta del secondo estratto Submarines, accompagnato per l'occasione da un lyric video diffuso su YouTube.
Tra giugno e luglio 2022 il gruppo si è imbarcato in una tournée a supporto dell'album che ha attraversato gli Stati Uniti d'America, scenario delle riprese del film concerto We Are Hallucinations, pubblicato nel luglio 2023.

## Tracce
Testi e musiche di Ken Andrews e Greg Edwards.
1. Water with Hands – 3:52
2. Headstand – 4:01
3. A Lifetime of Joy – 1:55
4. Submarines – 3:44
5. Bring Back the Sound – 3:50
6. Mercury Mouth – 3:33
7. Undecided – 4:21
8. Long Division – 5:11
9. Bad Transition – 4:44
10. Half Moon – 4:40

## Formazione
Hanno partecipato alle registrazioni, secondo le note di copertina:
Gruppo
- Ken Andrews – voce, chitarra, basso, tastiera
- Greg Edwards – voce, chitarra, basso, tastiera
- Kellii Scott – batteria, percussioni

Produzione
- Failure – produzione
- Ken Andrews – registrazione, missaggio
- Beeple – copertina
- Glen Wexler – direzione artistica